# Сузуки свифт
Сузуки свифт (јап. スズキ・スイフト) је аутомобил који производи јапанска фабрика аутомобила Сузуки. Представља аутомобил из Б−сегмента према европским стандардима, док према важећој прекоокеанској класификацији припада групи субкомпактних аутомобила и као супермини возило на Британским острвима.

## Историјат

### Међународни
Сузуки свифт се појавио 1983. године. Маркетиншки и фабрички представљен као верзија Сузуки култус, супермини аутомобила, произведен је и дистрибуиран широм света у три генерације и четири каросеријске конфигурације - троја врата као хечбек, лимузина са четвора врата и кабриолет са двоја врата, које користе Сузуки г−фамилију мотора.
Свифт је био продаван на домаћем, јапанском тржишту, као култус, а на осталим тржиштима као Сузуки свифт, Сузуки форса, Шевролет свит, Шевролет спринт и спринт метро, гео и Шевролет метро, Понтијак фајрлез, Марути 1000, Холден барина и Субару џасти.
Верзије друге генерације култус излазиле су из фабрике у Индији до 2007. године, док данас производни погони постоје у Пакистану и Кини.
- Прва генерација (1983–1988), као Сузуки култус
- Друга генерација (1988–2003), као Сузуки култус
- Трећа генерација (Северна Америка) (1994–2001), као Гео метро

### Прва генерација (2000−2004)
Прва генерација је представљена јавности 2000. године као замена за Сузуки култус. Ван територије Јапана, модел је био познат као Сузуки игнис. Производио се у хечбек каросерији са троја и петора врата, мада модел са троја врата није био део стандардне понуде у Јапану.
Свифт је био унапређен новом генерацијом Сузуки инлајн-фор бензинским мотором из м−фамилије. Понуђени су мотори запремина од 1.3 и 1.5 литара, оба са ручним мењачем са пет брзина или опционо четворостепеним аутоматским мењачем. Возило је било доступно са предњим погоном или погоном на сва четири точка. Возила опремљена 1.3 литарским мотором су добила ознаку HT51S, а 1.5 литарској верзији додељена је ознака HT81S.
Краћа варијанта каросерије са троја врата била је основа за свифт спорт у Јапану, или игнис спорт на извозним тржиштима. Уведен је 2003. године, имао је редизајниране бранике и опремљен је верзијом 1.5 литарског мотора са већом излазном снагом. Спорт је престао са производњом 2005. године, док су регуларни свифт модели остали до 2006. године, само за јапанско тржиште.
Џенерал моторс је 2001. године представио Шевролет круз у верзији кросовер, који је био заснован на свифту, задржавајући основне димензије и снаге мотора. Круз је био рестилизован, при чему се поглед укрштао између високог хечбека и кросовера. Комерцијална ознака „Шевролет круз” коришћена је у Јапану, док је у Аустралији аутомобил продаван као „Холден круз” од 2002. до 2006. године. Модели са 1.3-литарским мотором добили су ознаку HR51S, а 1.5-литарске верзије су кодоване HR81S.
Сузуки је у Европи представио модификовани круз као надоградњу игниса од 2003. године, продужен за 145 милиметара, побољшавајући тако унутрашњу и пртљажну димензију. Због договора са Субаруом, овај модел се такође продавао широм Европе са погоном на све точкове као Субару џасти из 2003. године. Ови модели су се производили у Мађарској.

### Друга генерација (2004−2010)
Свифт друге генерације представљен је на салону аутомобила у Паризу септембра 2004. године. Дизајн новог свифта приказан је на концептним аутомобилима Concept S и Concept S2 на ауто-сајмовима, ранијих година пре његовог представљања. Ова генерација свифта обележила је значајно одступање са претходном генерацијом базираном на култусу, а Сузуки је редизајнирао возило као мање јефтино, а више као спортско возило. Дизајнерске и возне карактеристике свифта усредсређене су на европско тржиште, а шасија је усклађена програмом путног тестирања широм Европе.
Био је доступан са 1.3 и 1.5-литарским бензинским моторима, чија је снага износила 92 и 102 КС. Производио се у Мађарској, Индији, Јапану, Пакистану и Кини. У Кини и Јапану је био на располагању само са петора врата. 1.2-литарски мотор опремљен је аутоматским варијабилним мењачем (CVT) и нуђен је само са погоном на предње точкове. У Европи је свифт представљен у верзији са троја и петора врата, са бензинским моторима од 1.3 и 1.5 литара, као и 1.3-литарским DDiS Фијатовим мотором. Бензинац од 1.3 је доступан и са аутоматизованим мењачем или са погоном на сва четири точка. Модели са 1.3 и 1.5-литарским моторима који су доступни са погоном на сва четири точка имају бројеве шасије ZD11S и ZD21S. Од 2008. године, Марути развија седан верзију са четвора врата под називом Марути Сузуки дзире.

### Трећа генерација (2010−2017)
Трећа генерација је представљена 26. августа 2010. године. У Јапану је продаја почела 18. септембра 2010. године. Свифт треће генерације производио се у Сузукијевој фабрици у Мађарској одакле је снабдевао Европу. Међуосовинско растојање је проширено за 50 милиметара у односу на претходну генерацију и има много визуелних измена. Иако аутомобил изгледа другачије од старог, његов дизајн је еволуција радикалног стила друге генерације са дужим и заобљенијим изгледом.
Као и у претходној генерацији, Марути је 2012. године за Индију развио модел са четвора врата, који је краћи од претходне генерације, дужине нешто испод четири метра.
Мање козметичке измене су урађене 2013. године.

### Четврта генерација (2017−)
Четврта генерација је представљена у Јапану 27. децембра 2016. године. Хечбек је изграђен на платформи Heartect која је дебитовала 2015. године. На истој платформи су изграђени модели балено из 2015. године и друга генерација игниса. Продаја је почела средином 2017. године.
Свифт је задржао генералне контуре и пропорције каросерије. Препусти преко точкова су минимални, по рецепту који успешно користи и Мини, а који дозвољава максимално искоришћење кабинског простора. Занимљиве су димензије свифта. У односу на претходника краћи је 10 мм, нижи 15 мм, али и шири за 40 мм. Дуг је само 3,84 метра, што је доста мање од фијесте, пола или фабије који би му требали бити конкуренти. Краћи је чак и од Минија, па се међу конкурентима једино може наћи Фијат 500 са мањом дужином. Међутим, великом ширином трага точкова свифт чак и у најстандарднијој верзији (без Спорт или ГТи ознака) изгледа веома снажно на путу. Најзанимљивије је што је новим материјалима и конструкцијом олакшан за скоро 120 килограма. На европским тестовима судара 2017. године, добио је три од максималних пет звездица.